# بحيرة أنكا
بحيرة أنكا هي بحيرة متوسطة الحجم تقع في منطقة سافو الجنوبية في فنلندا مع العشرات من الجزر الكبيرة والصغيرة حيث تنتمي إلى منطقة مستجمعات المياه الرئيسية فووكسي, أرتفاع البحيرة هو تقريبا نفس أرتفاع بحيرة سفيفسي حيث من الممكن رؤيتهما كأنهما بحيرة واحدة